# アウド・エゲーデ＝ニッセン
アウド・エゲーデ＝ニッセン（Aud Egede-Nissen、1893年5月30日 - 1974年11月15日）はノルウェー出身のドイツの女優。

## 出演作品
- 赤鼠
- どん底
- 第五階級
- 海賊ピエトロ
- 情火の渦巻き
- 蠱惑の町
- ファントム
- 芸術家気質
- ドクトル・マブゼ
- 復讐の血
- 死の筏
- 寵姫ズムルン
- デセプション（ジェーン・シーモア）
- 巖頭の懺悔
- オペラ座の怪人